# Museo Arqueológico Regional de Siracusa

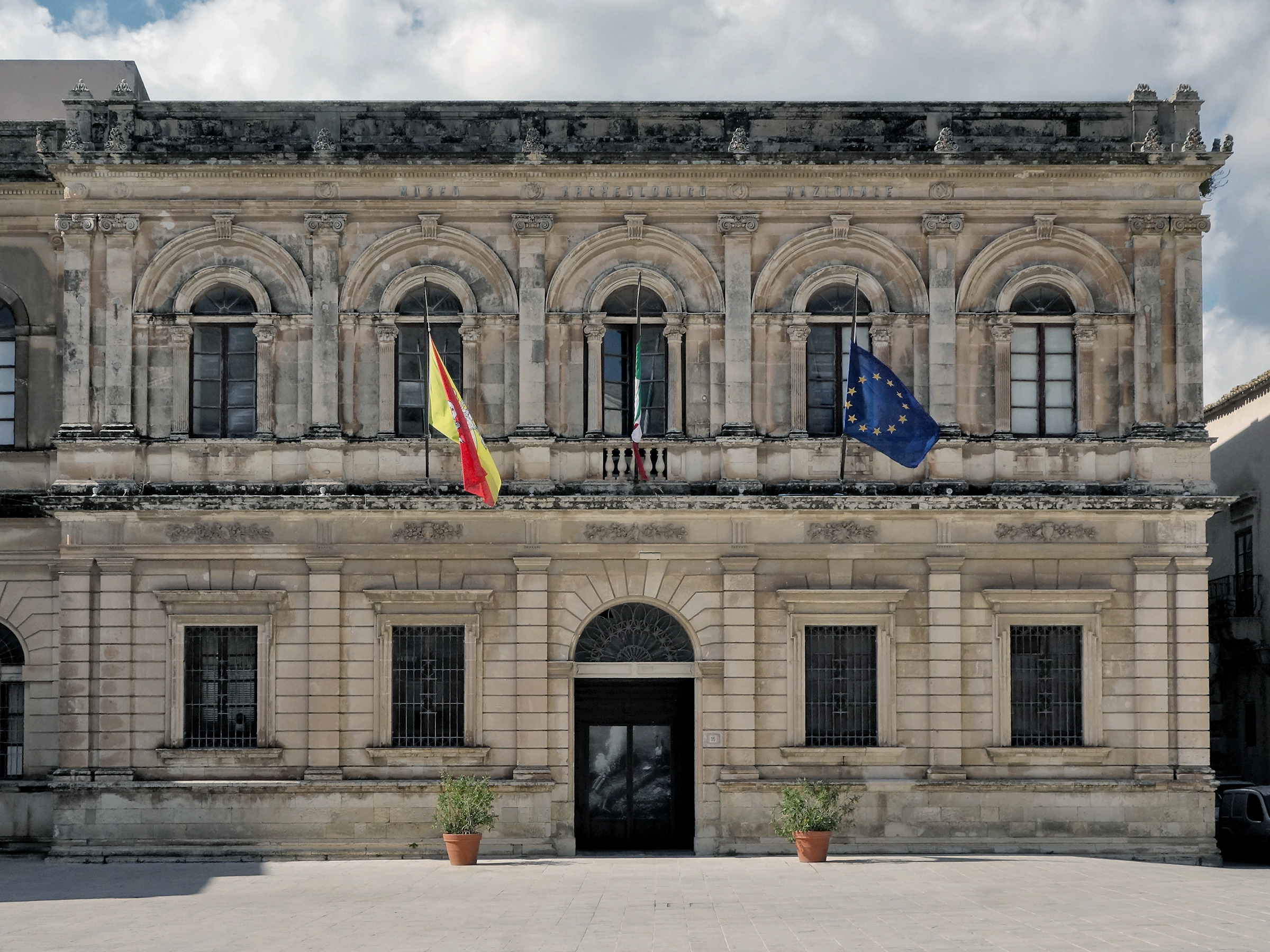
Museo Arqueológico Regional de Siracusa.

El Museo Arqueológico Regional Paolo Orsi de Siracusa, en Sicilia, es uno de los principales museos arqueológicos de Europa.

## Historia

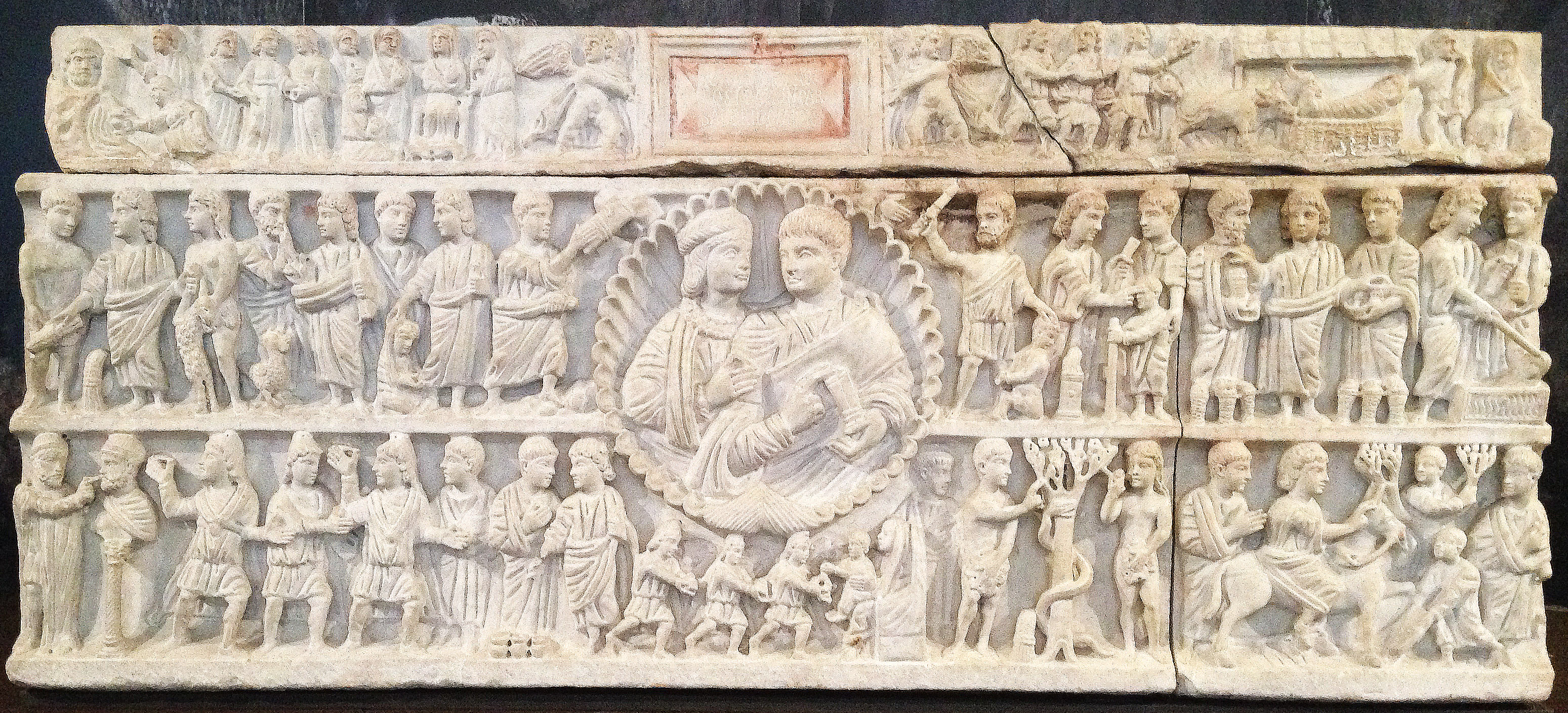
Sarcófago de Adelfia, una de las obras más famosas del Museo Arqueológico Regional de Siracusa

En 1780 el obispo Alagona inauguró el Museo del Seminario que se convirtió en el «Museo Cívico» del arzobispado en 1808. Posteriormente, un real decreto de 17 de junio de 1878 sancionó la creación del Museo Nacional Arqueológico de Siracusa, que no fue inaugurado hasta 1886, en su ubicación histórica en la plaza de la catedral.
De 1895 a 1934 Paolo Orsi dirigió el museo, pero el creciente número de hallazgos necesitaba un ampliación en el jardín de la Villa Landolina. El nuevo espacio, diseñado por el arquitecto Franco Minissi, fue inaugurado en enero de 1988, con dos plantas de 9000 m². Inicialmente, solo un piso y un sótano de 3000 m² que albergaban un auditorio estaban abiertos al público.
En 2006 se inauguró una nueva área de exhibición en el piso superior, dedicada al período clásico, pero otros espacios permanecieron sin uso.
En 2014, una mayor expansión permitió exponer el Sarcófago de Adelfia y otros hallazgos de las Catacumbas de Siracusa.

## Museo
El museo contiene artefactos prehistóricos, griegos y romanos encontrados en excavaciones arqueológicas en la ciudad y otros sitios de Sicilia. El espacio se divide en cuatro sectores (A-D) y un área central que explica brevemente la disposición de las exhibiciones dentro del museo y su historia.
Sector A

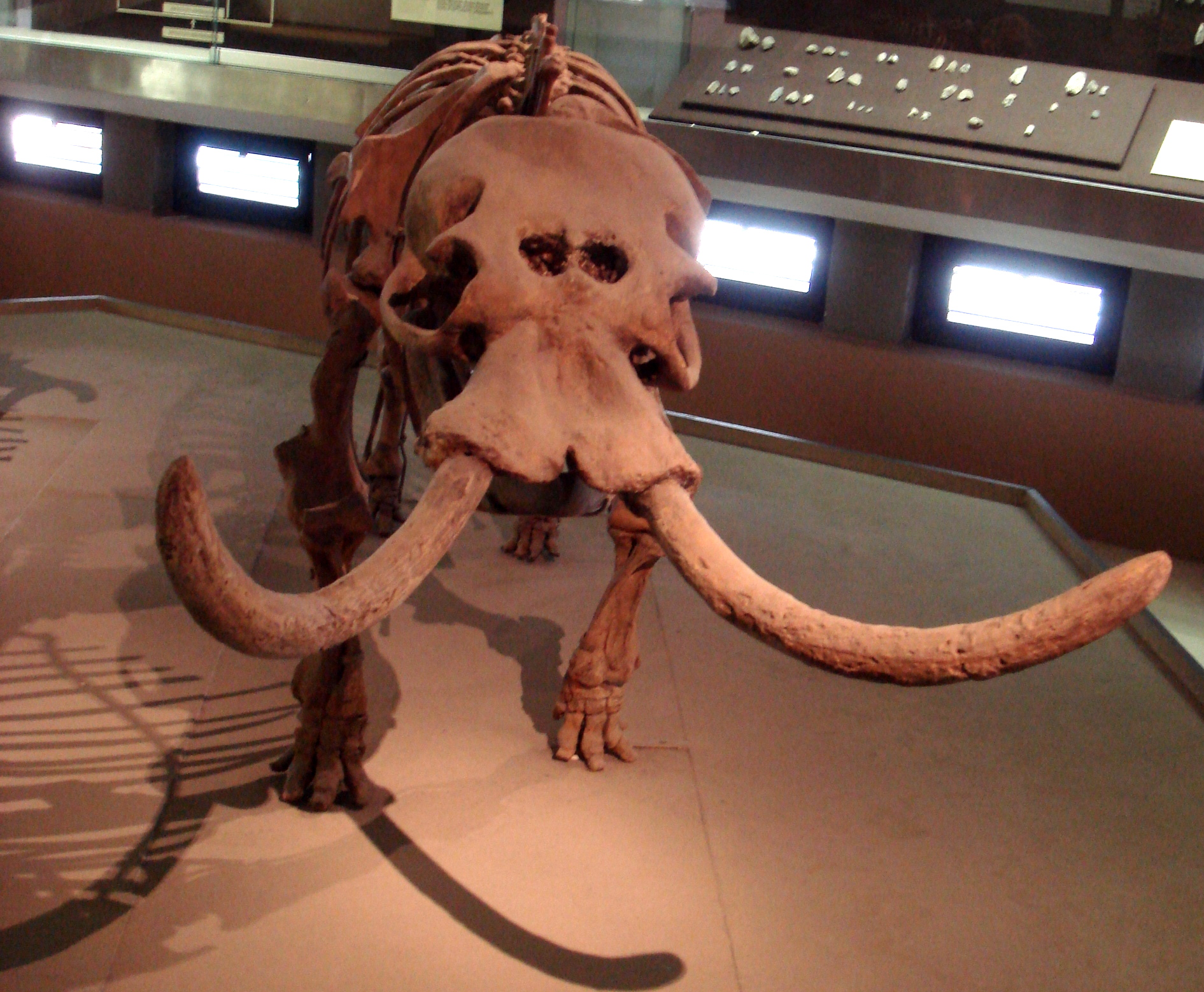
Elefante enano, del sector A del Museo Arqueológico Regional Paolo Orsi de Siracusa

El Sector A está dedicado a la prehistoria (Paleolítico - Edad del Hierro) con una exposición de rocas y fósiles que dan testimonio de los diferentes animales encontrados en Sicilia y que datan del Cuaternario. Está precedido por un área que muestra las características geológicas del Mediterráneo y el área de las montañas Hibleas. 
Sector B
En el Sector B, dedicado a las colonias griegas de Sicilia del período jónico y dórico, es posible analizar la disposición de las colonias griegas en Sicilia y las ciudades madre respectivas. De particular importancia son: una estatua de un kouros sin cabeza encontrada en Lentini, perteneciente al siglo V a. C.; un "kourotrophos", una estatua femenina sin cabeza que amamante a dos gemelos, que procede de la antigua colonia de Mégara Hiblea y estatuas votivas de Demeter y Kore y de una gorgona también de la colonia doria de Mégara Hiblea.
Sector C
En la zona C, hay artefactos de las colonias de Siracusa: Acras (fundada en 664 a. C.), Casmena (644 a. C.), Camarina (598 a. C.) y Heloro, pero también de otras ciudades importantes como las siciliotas Gela y Agrigento. 
Sector D
El Sector D, ubicado en la planta superior e inaugurado en 2006, contiene hallazgos de los períodos helenístico y romano. Contiene dos de las obras más famosas del museo: el Sarcófago de Adelfia y la Venus Anadiomena, conocida como Venus Landolina del lugar donde fue descubierta en Siracusa en 1804 y descrita por el erudito Bernabò Brea. En la planta inferior hay una colección numismática que está entre las más importantes de Sicilia.

## Villa Landolina
Situado cerca de la antigua Villa Landolina, es posible visitar el parque de enfrente con los hallazgos de la época griega y romana, como un cementerio precristiano y la tumba del poeta alemán August von Platen.